# Richard Tandy
Richard Tandy (Birmingham, 26 marzo 1948 – Albany, 1º maggio 2024) è stato un musicista, tastierista e bassista britannico.

## Biografia
Divenne noto in modo particolare per essere stato membro del gruppo rock Electric Light Orchestra, che ebbe molto successo negli anni '70. Suonò una grande varietà di tastiere (inclusi Minimoog, Clavinet, Mellotron e pianoforte), che furono parti essenziali nel sound del gruppo, specialmente negli album A New World Record, Out of the Blue, Discovery e Time.
Nel 1985 formò la Tandy Morgan Band con Dave Morgan e Martin Smith, e pubblicò un concept album chiamato Earthrise. Nel 1992 incise il suo unico disco da solista. Dopo molti anni, si riunì con Jeff Lynne nel 2012 al progetto ELO con cui fece svariati concerti proponendo i più grandi successi della band. In quel periodo gli ELO ebbero modo di esibirsi spesso anche per concerti di beneficenza. 
Nel 2017 fu inserito nella Rock And Roll Hall Of Fame come membro dell'Electric Light Orchestra.
Richard Tandy morì ad Albany il 1º maggio 2024 all'età di 76 anni.

## Vita privata
Si sposò due volte: il primo matrimonio terminò col divorzio. Visse dividendosi tra Stati Uniti, Francia e Galles.

## Discografia

### Con la Electric Light Orchestra
- 1971 - The Electric Light Orchestra
- 1973 - ELO II
- 1973 - On the Third Day
- 1974 - Eldorado
- 1975 - Face the Music
- 1976 - A New World Record
- 1977 - Out of the Blue
- 1979 - Discovery
- 1980 - Xanadu (col. son.)
- 1981 - Time
- 1983 - Secret Messages
- 1986 - Balance of Power
- 2001 - Zoom
- 2015 - Alone in the Universe
- 2019 - From Out of Nowhere

### Con la Tandy Morgan Band
- Earthrise, 1985

### Solista
- The B.C. Collection, 1992